# Індик

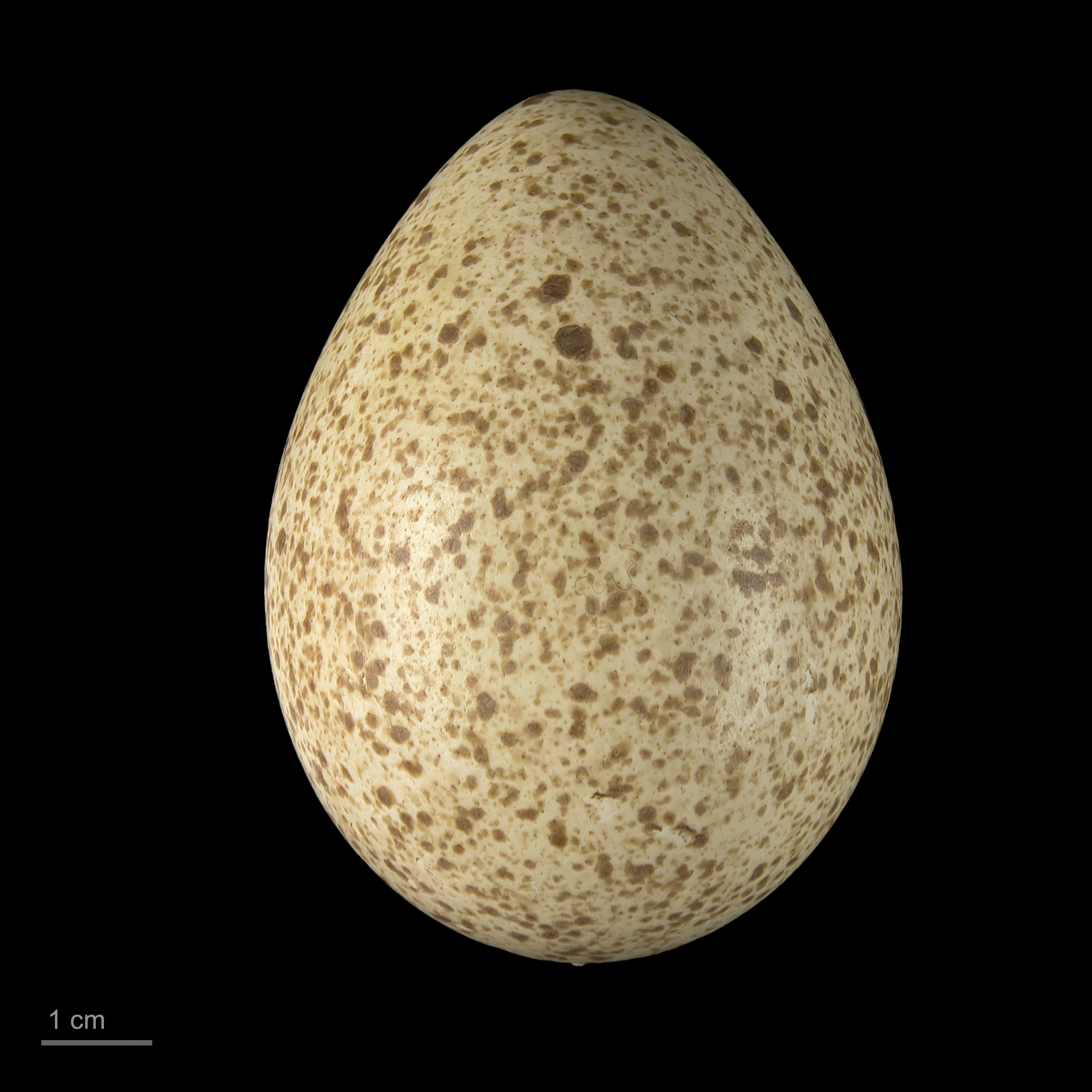
яйце Meleagris gallopavo — Тулузький музей

Інди́к (Meleagris) — рід птахів родини фазанових (Phasianidae), єдиний рід своєї підродини Meleagridinae. Поширені в лісах Північної та Центральної Америки. Вони є одними з найбільших птахів в їх ареалах. Як і в багатьох куроподібних, самці більші й значно барвистіші, ніж самиці. Назва самки — інди́чка.

## Назва
Українська назва «інди́к» запозичена через посередництво польської мови з новолатинської indicus; таке найменування зумовлено тим, що індик був завезений до Європи в
XVI ст. з Америки, тодішній т. зв. Вест-Індії.

## Види
Рід складається з сучасних двох видів:
- Індик великий (M. gallopavo Linnaeus, 1758)
- Індик малий (M. ocellata Cuvier, 1820)

Також описано два викопних види з плейстоцену:
- Meleagris californica — Каліфорнія
- Meleagris crassipes — Нью-Мехіко[4]

## Морфологія та поведінка
Голова і передня частина шиї голі, бородавчасті (з м'ясистими лопатями, що нагадують бородавки, біля основи верхньої половинки дзьоба і на горлі).
Деяке пір'я передньої частини грудей щетинисте. Третє махове довше за всіх. Хвіст 18-перий, широкий і може підніматися.
Плесно довше за середній палець лапи, з коротким тупим наростом, подібним до остроги.
Живиться горіхами, жолудями, зернами, різноманітними плодами, а також комахами.
Гніздяться на землі. У квітні самиця відкладає від 10 до 15 або навіть 20 яєць і активно їх боронить.

## Поширення

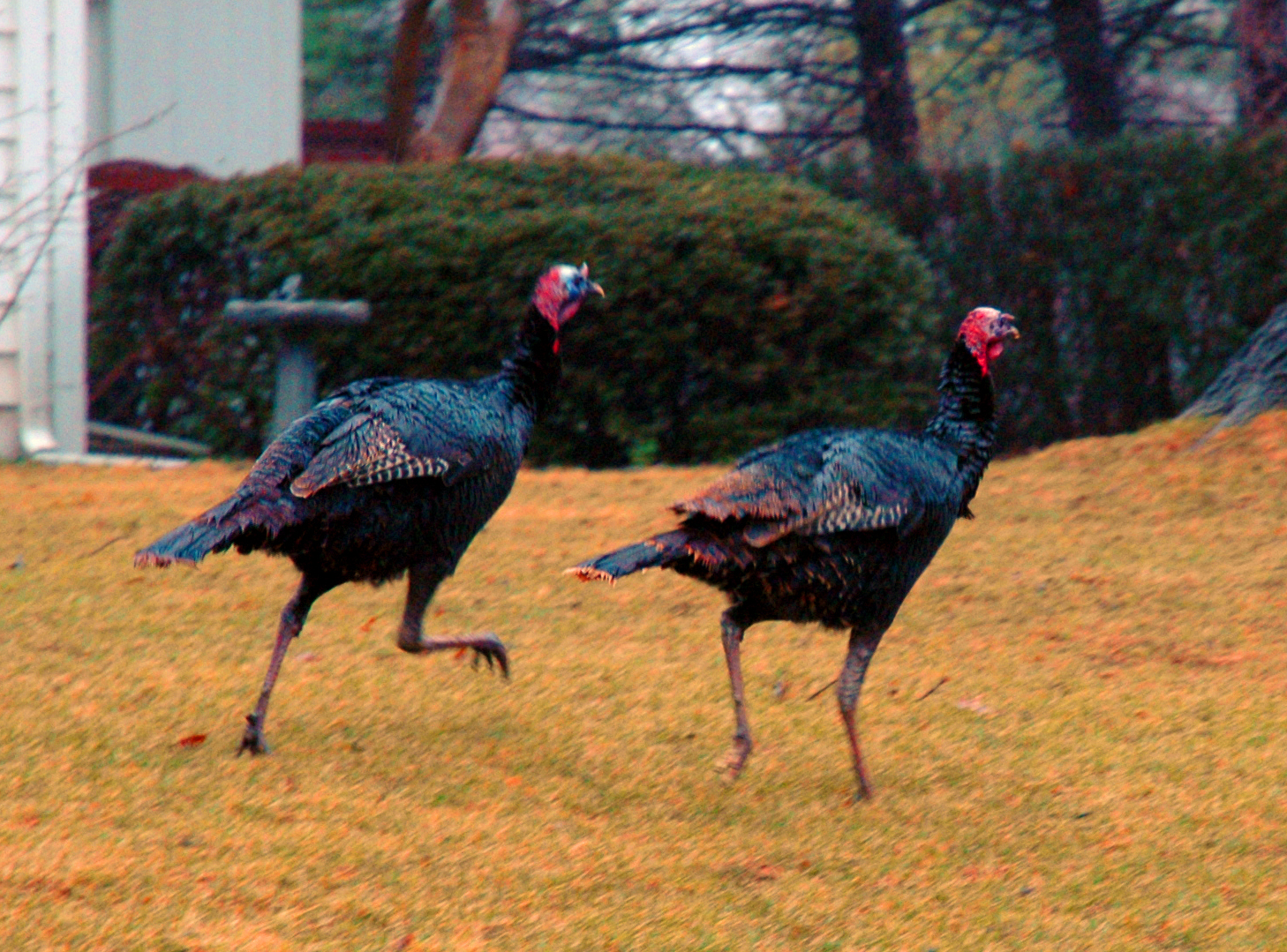
Дикі індики (Meleagris gallopavo) трапляються навіть у міській межі (Омаха, Небраска, США)

Звичайний індик розповсюджений в лісах Північної Америки, над берегами Міссурі й Міссісіпі, де відрізняється значною величиною (самці важать до 8 кг).
Індик малий мешкає в Центральній Америці.

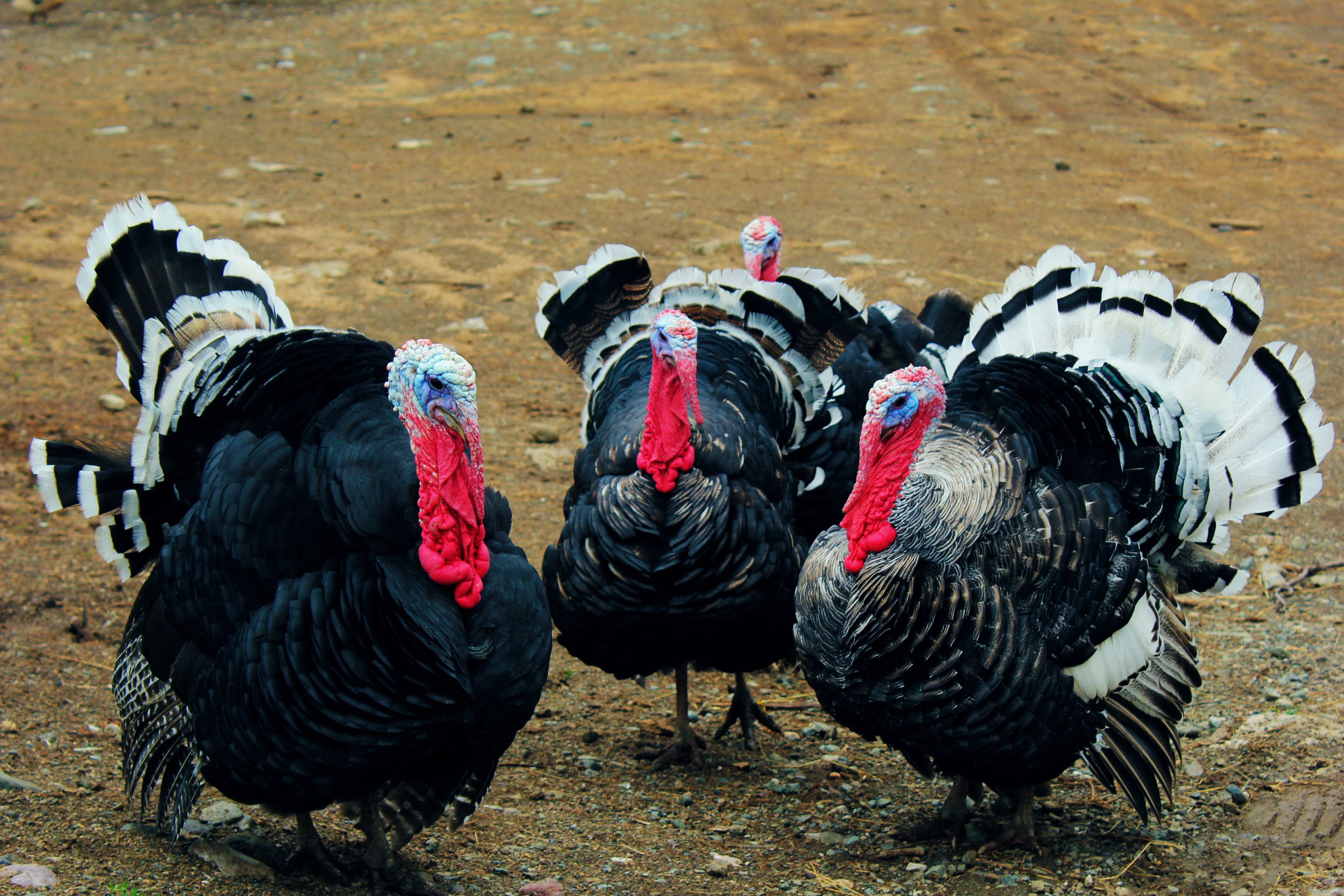
Свійські індики (Meleagris gallopavo domesticus)

Свійський індик, що не виділяється в окрему таксономічну групу, походить з обох видів, що були одомашнені заради їхнього м'яса, яке до завезення курей вважалося за найкраще м'ясо птиці на території їхнього ареалу.

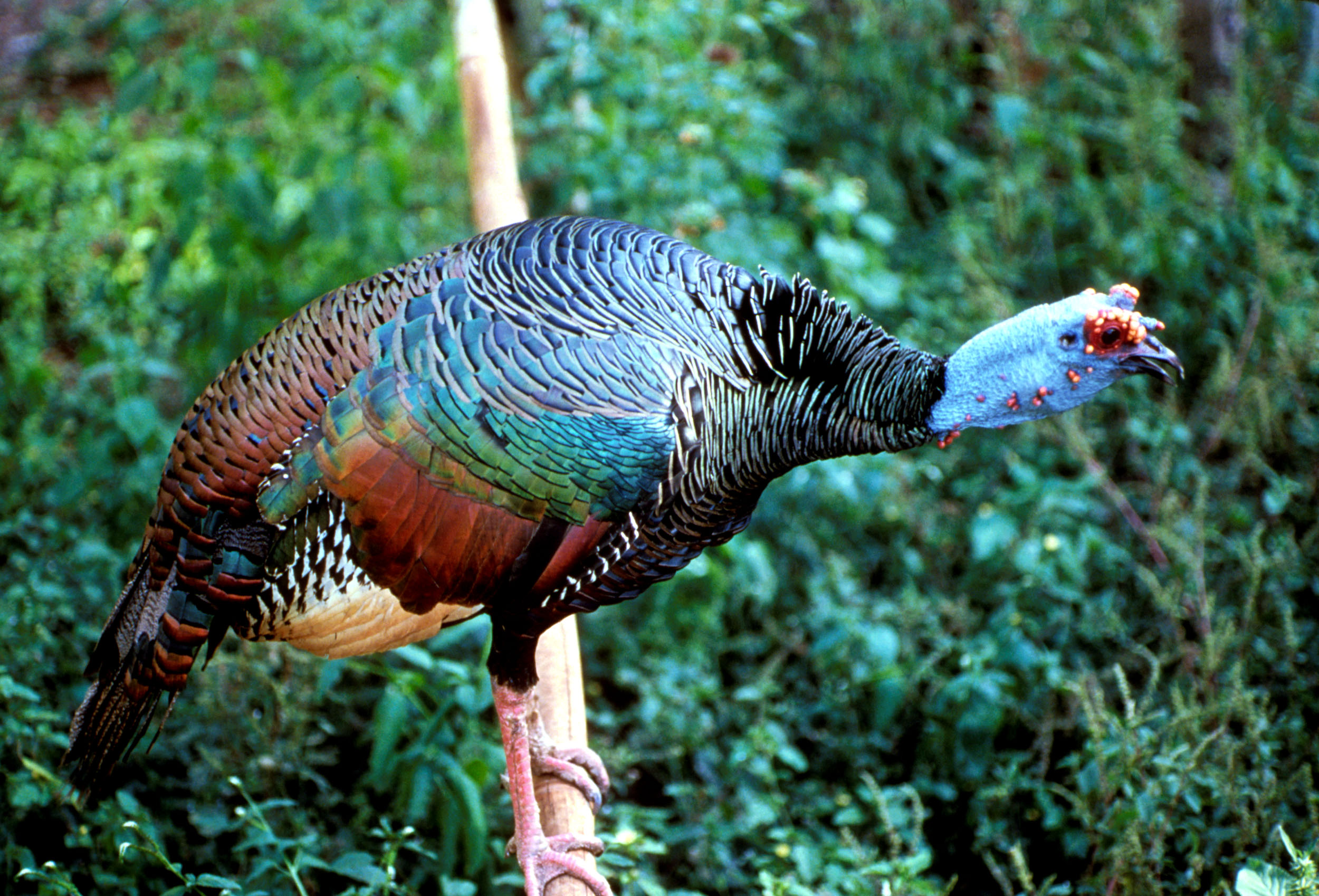
Плямистий індик (Meleagris ocellata)